# Хабиб Бамого
Хабиб Бамого (роден на 8 май 1982 в Париж) е роден във Франция бивш футболист от Буркина Фасо, играе като нападател и e свободен агент.

## Кариера
Бамого започва кариерата си в отбора от френската Лига 2 Монпелие. В този отбор прекарва три сезона, като в последния отбелязва 16 гола в 38 мача. Това му постижение му осигурява трансфер в отбора от елитната Лига 1 Олимпик Марсилия. През сезон 2004/05 участва в 30 мача за първия отбор, като в тях отбелязва пет гола. През следващия сезон е изпратен под наем в друг елитен отбор - Нант. За първата половина от сезон 2006/07 е под наем в испанския Селта, но през януари се завръща, за да играе за Марсилия. През август 2007 г. отново е изпратен под наем в елитен френски тим, този път в Ница. През лятото на 2011 г. подписва с гръцкия клуб Панетоликос, който току-що си е спечелил промоция в Гръцка Суперлига, но изиграва само четири мача за клуба без да отбележи гол. На 13 декември 2011 г. подписва с английския Донкастър. Дебютът си за клуба прави на 31 декември 2011 г. при равенството 0-0 като гост на Хъл Сити.

### Ботев Пловдив
През октомври 2012 г. подписва с българския Ботев Пловдив. Освободен е на 21 февруари 2013 след едва 5 мача за отбора в А група.

## Национален отбор
През 2009 г. Бамого прави дебюта си за националния отбор на Буркина Фасо, за който има право да играе, заради корените си. Включен е в състава на Буркина Фасо за Купа на африканските нации през 2010 г.